# Asphondylia sesami
Asphondylia sesami är en tvåvingeart som beskrevs av Ephraim Porter Felt 1916. Asphondylia sesami ingår i släktet Asphondylia och familjen gallmyggor. Inga underarter finns listade i Catalogue of Life.